# Anigozanthos manglesii
Anigozanthos manglesii, conhecida no inglês como "pata-de-canguru vermelha e verde", é uma espécie de planta endêmica da Austrália Ocidental e o emblema floral desse estado. A flor tornou-se um símbolo da região. 
A exibição entre agosto e novembro é notável pelas flores erguidas que ocorrem em regiões urbanas e costeiras. A espécie não está ameaçada, mas é protegida pela legislação estadual. É necessária uma licença para coleta na natureza. É desejável como flor de corte, possuindo uma forma incomum, que pode lembrar patas de cangurus, e cores marcantes que duram bem.

## Descrição
Membro do gênero Anigozanthos, A. manglesii é uma planta rizomatosa perene com folhas lineares cinza-esverdeadas, com cerca de 30 a 60 cm de comprimento. As folhas se estendem a partir de um ponto central no nível do solo. Suas flores vermelhas e verdes aparecem no final de hastes longas entre agosto e novembro. As flores se exibem em sequência, começando pelo ponto mais baixo, com as subsequentes em diferentes estágios de desenvolvimento. As hastes florais secas podem permanecer muito após a temporada. O comprimento dessas hastes a partir da base pode chegar a 1,2 m de altura.

## Distribuição

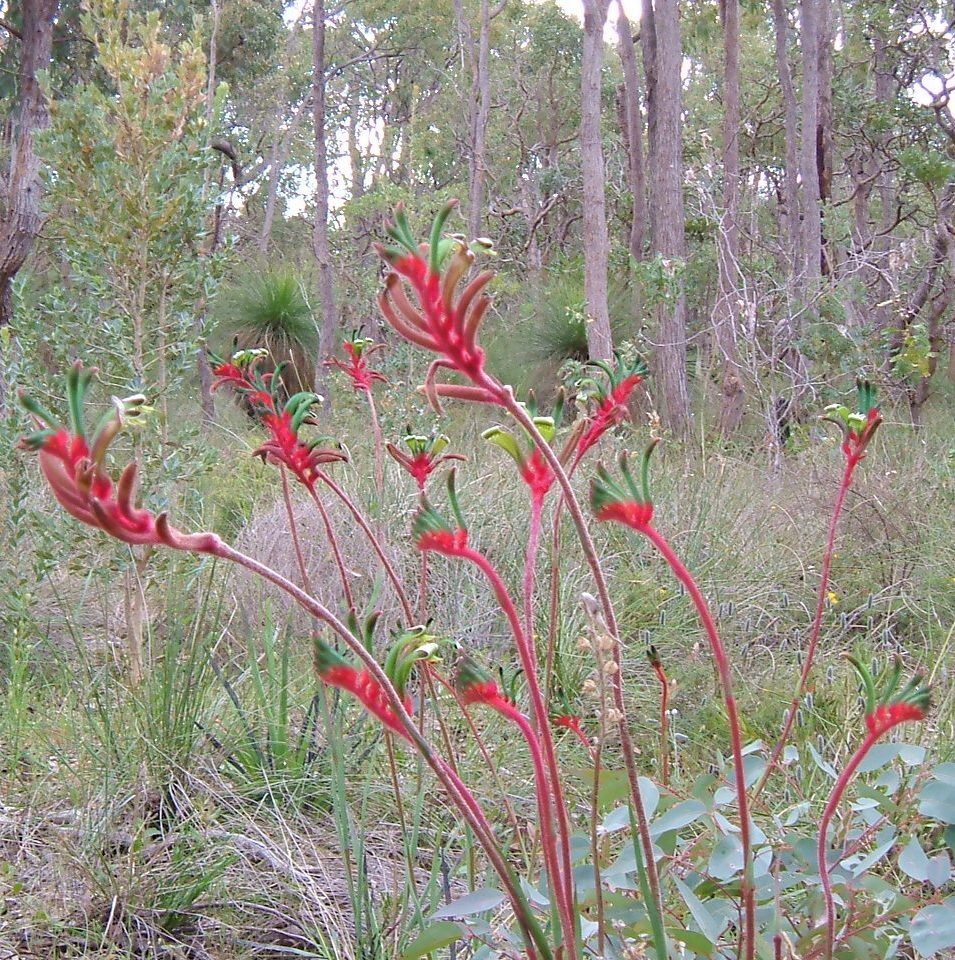
Anigozanthos manglesii em uma área de mata arbustiva em Darling Scarp, Austrália.

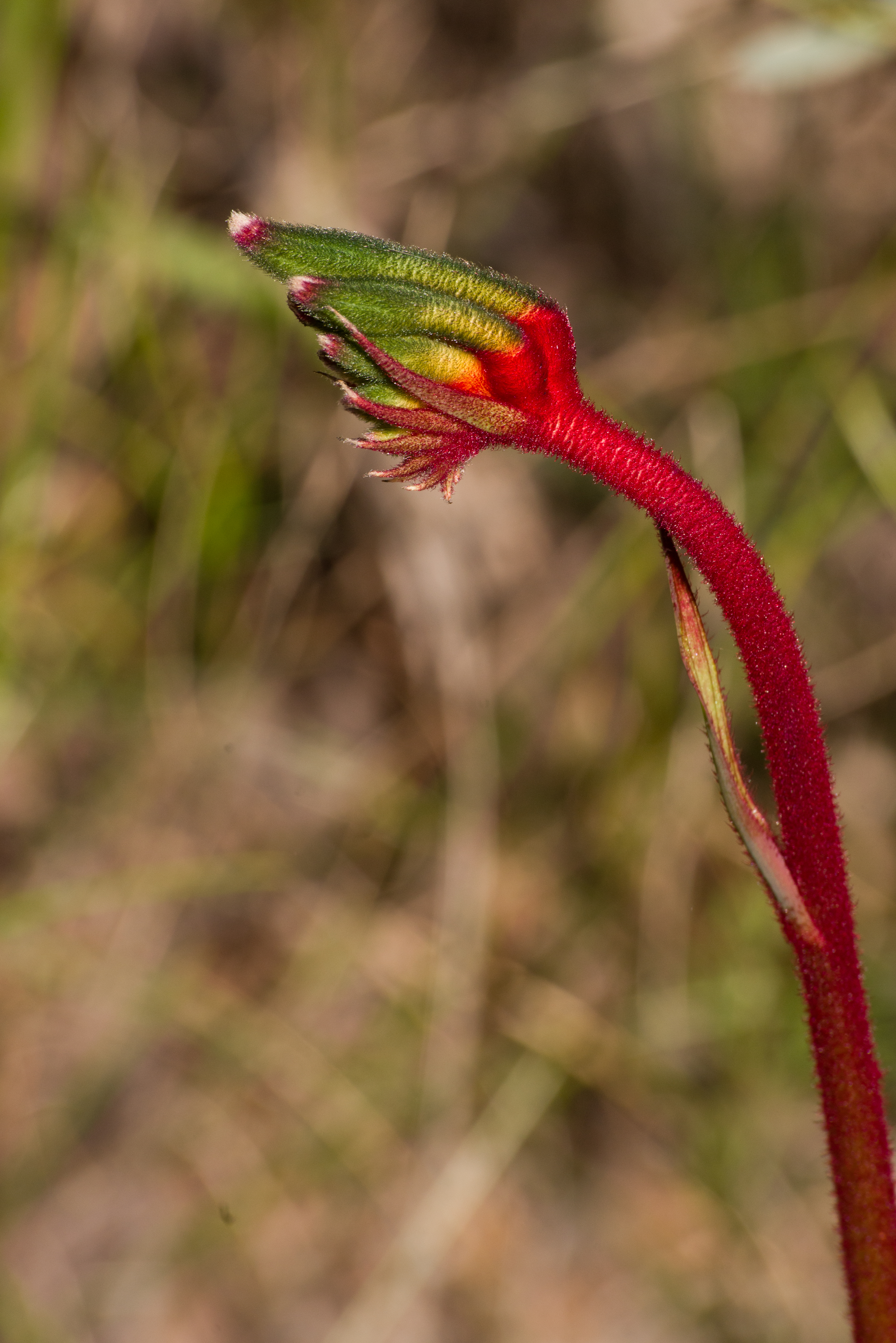
Um dos estágios finais do broto de Anigozanthos manglesii.

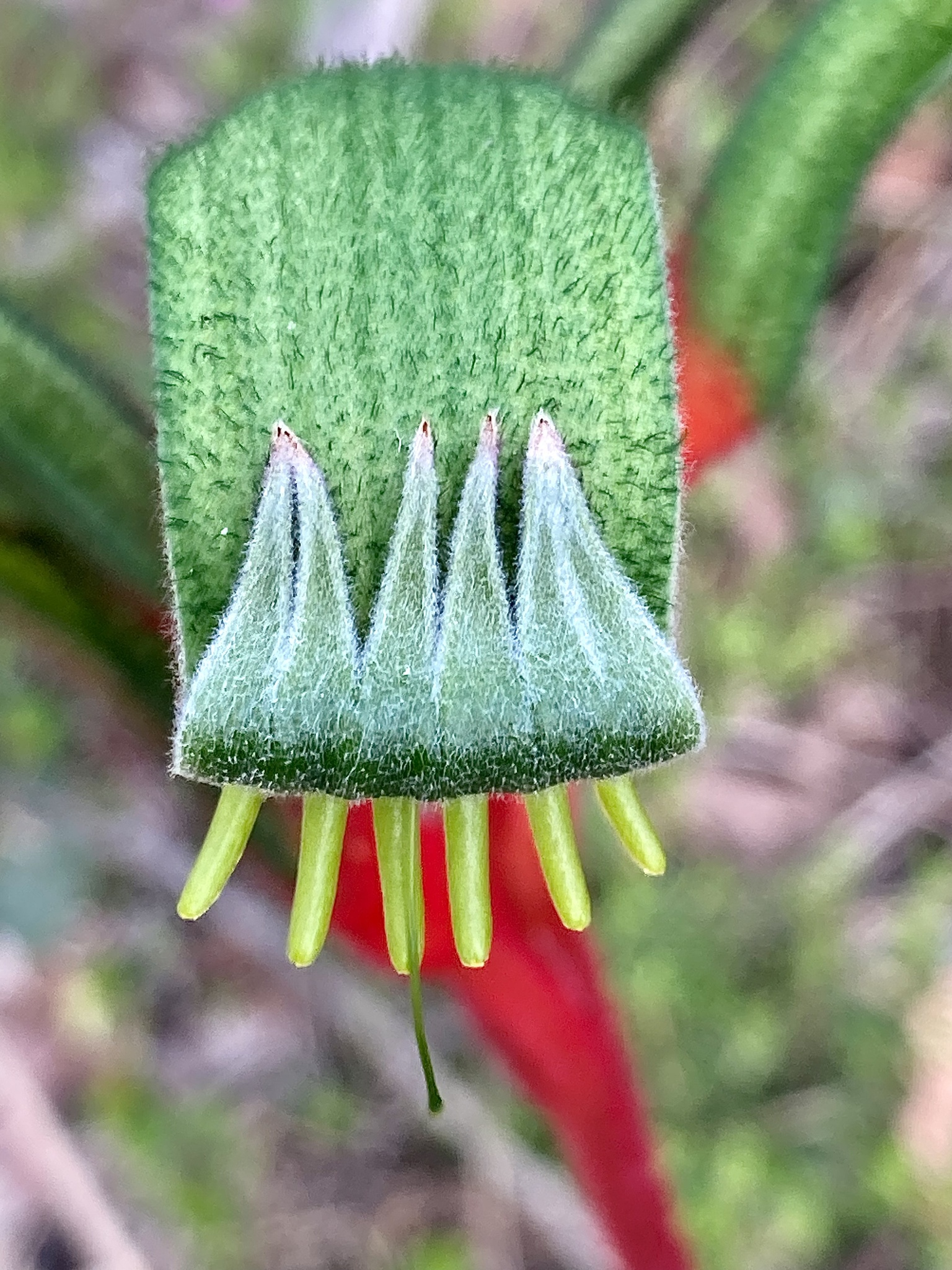
Estrutura da planta da qual deriva seu nome comum - "pata de canguru" (Anigozanthos manglesii).

A espécie é amplamente distribuída pelas regiões biogeográficas do Sudoeste da Austrália, preferindo areia branca, amarela ou cinza, ou solos arenosos.
Sua ocorrência é confirmada na parte mais ao norte de sua distribuição, nas planícies de areia de Geraldton e na planície costeira do Cisne perto de Perth. Registros extensos de ocorrência também existem na "Floresta de Jarrah" e na região da "floresta de Karri" ao sul, mas não alcançando as costas meridionais. Ela se estende para o interior até o "cinturão de trigo de Avon".

## Taxonomia
A espécie foi descrita pela primeira vez pelo botânico escocês David Don em 1834 a partir do espécime-tipo:
"Esta espécie singularmente bela de Anigozanthos foi cultivada no jardim de Whitmore Lodge, Berks., residência de Robert Mangles, Esq., a partir de sementes trazidas do rio Swan por Sir James Stirling, o empreendedor governador daquela colônia, que as apresentou ao Sr. Mangles."
Existem duas subespécies reconhecidas, como segue:
- Anigozanthos manglesii subsp. quadrans Hopper

A distribuição desta subespécie chega ao norte até a baía Shark, com variação discreta no hábito e na estrutura.
- Anigozanthos manglesii Don subsp. manglesii

Ocorrência ampla, do norte até a cidade de Gingin e ao sul até Cabo Leeuwin.
A. manglesii é conhecido por hibridizar naturalmente com outras espécies de Anigozanthos:
- A. viridis – os descendentes foram nomeados A. manglesii var. × angustifolius Lindl. e A. manglesii var. × virescens Ostenf.
- A. bicolor
- A. kalbarriensis
- A. humilis

## Cultivares
A. manglesii é frequentemente hibridizada artificialmente com A. flavidus e, em menor grau, com A. rufus. Os cultivares incluem:
- "Autumn Mystery"  -  A. manglesii x A. flavidus
- "Big Red" - A. manglesii x A. flavidus
- "Bush Emerald" -  A. manglesii x A. flavidus
- "Hickman's Delight" -  A. manglesii x A. flavidus
- "Rogue Radiance" -  (A. manglesii x  A. rufus) x A. flavidus
- "Space Age" -  A manglesii x A. flavidus
- "Sue Dixon" -  (A. manglesii x  A. rufus) x A. flavidus

## Cultivo
Em regiões temperadas, esta planta é cultivada sob vidro ou ao ar livre com a proteção de cobertura vegetal no inverno. A espécie germina facilmente a partir de sementes. Como as plantas geralmente se deterioram após a segunda florada, é melhor tratá-las como bienais. A rega deve ser suspensa durante o período de dormência. São suscetíveis à doenças fúngicas e as folhas são atrativas para caracóis. São frequentemente usadas como flores de corte, devido à sua aparência única e qualidades duradouras.
Esta planta recebeu o "Prêmio de Jardim de Mérito [en]" da Royal Horticultural Society.

## Referências simbólicas e artísticas

Brasão de armas da Austrália Ocidental.